# Fredriksdal, Helsingborg
Fredriksdal är en stadsdel i Helsingborg, belägen i stadens östra delar. Stadsdelen har fått sitt namn av Fredriksdals herrgård som ligger strax väst om området. Den 31 december 2020 hade statistikområdet Fredriksdal 5 782 invånare.

## Stadsbild
Området tillkom som ett av de byggnadsprojekt som miljonprogrammet banade väg för i staden. Några andra är Dalhem, Drottninghög och Ringstorp. Bebyggelsen är strukturerad så att stora höghus med tillhörande parkeringar vetter ut mot de mer trafikerade huvudlederna som går runt området. De höga byggnaderna skapar ett avgränsat område med ett grönområde innanför huskropparna. Väster om bostadsområdet ligger Fredriksdalsparken. I Fredriksdal ligger Fredriksdalsskolan.

## Historia
Området utgjordes tidigare av ett våtmarksområde i anknytning till den numera försvunna Husensjön, som på Skånska rekognosceringskartan från 1820 kallas för "Husensjö måse". Från Husensjön ledde en av de större avrinningarna genom området och vidare till Stattena, där vattnet samlades i Fredriksdals kärr. På rekognosceringskartan ses även tre gravhögar ungefär 50 meter öster om nuvarande Fredriksdals vattentorn. En av dessa utgör troligen den i folkmun benämnda Dronningahöjen, som grävdes ut 1903 och vid vilket tillfälle flera bronsåldersfynd gjordes. 
Från medeltiden utgjorde området gemensam fäladsmark för Helsingborg och byn Filborna, kallad Helsingborgs fälad. På 1760-talet köpte riksdagsmannen och direktören för Södra dykeri- och bärgningskompaniet, Fredrik Wilhelm Cöster d.ä., upp ett stort antal jordar väster om området, där han lät uppföra landeriet Fredriksdal. Senare under 1700-talet uppkom viss konflikt mellan bönderna i Filborna och borgarna i Helsingborg angående gränsdragningarna för de olika orternas marker. Detta ledde år 1778 till att en fäladskarta upprättades upp, där gränsen drogs över den nuvarande stadsdelens område. De delar av fäladen som låg på Helsingborgs sida kom senare att på kartor benämnas "Norra fäladsmarken". Den enda bebyggelsen i området utgjordes av ett mindre torp, kallat Wintervägshuset, som låg en bit väster om nuvarande Filborna simhall. Med tiden dikades även våtmarkerna ut och torrlades.
Platsen var mer eller mindre obebyggd fram till 1962, då Fredriksdals vattentorn uppfördes. Vattentornet var Sveriges andra svampformade vattentorn efter vattentornet Svampen i Örebro. Norr om vattentornet påbörjades 1964 byggandet av det nya bostadsområdet. I samband med bygget jämnades samma år Drottninghögen med marken, efter ytterligare arkeologiska undersökningar. Bostadsområdet stod klart 1972 och kom att omfatta runt 2 000 lägenheter i en stadsplan med tidstypisk utformning. Området utökades runt år 2000 med cirka 360 lägenheter i söder mellan vattentornet och Lägervägen/Filbornavägen.

## Befolkningsutveckling
| Befolkningsutvecklingen i Fredriksdal 2000–2020 | Befolkningsutvecklingen i Fredriksdal 2000–2020 | Befolkningsutvecklingen i Fredriksdal 2000–2020 | Befolkningsutvecklingen i Fredriksdal 2000–2020 | Befolkningsutvecklingen i Fredriksdal 2000–2020 |
| ----------------------------------------------- | ----------------------------------------------- | ----------------------------------------------- | ----------------------------------------------- | ----------------------------------------------- |
|                                                 |                                                 |                                                 |                                                 |                                                 |
| År                                              |                                                 |                                                 | Folkmängd                                       |                                                 |
| 2000                                            | 2000                                            |                                                 | 3 663                                           |                                                 |
| 2001                                            | 2001                                            |                                                 | 3 759                                           |                                                 |
| 2002                                            | 2002                                            |                                                 | 3 927                                           |                                                 |
| 2003                                            | 2003                                            |                                                 | 3 947                                           |                                                 |
| 2004                                            | 2004                                            |                                                 | 4 080                                           |                                                 |
| 2005                                            | 2005                                            |                                                 | 4 202                                           |                                                 |
| 2006                                            | 2006                                            |                                                 | 4 236                                           |                                                 |
| 2007                                            | 2007                                            |                                                 | 4 201                                           |                                                 |
| 2008                                            | 2008                                            |                                                 | 4 357                                           |                                                 |
| 2009                                            | 2009                                            |                                                 | 4 426                                           |                                                 |
| 2010                                            | 2010                                            |                                                 | 4 483                                           |                                                 |
| 2011                                            | 2011                                            |                                                 | 4 548                                           |                                                 |
| 2012                                            | 2012                                            |                                                 | 4 522                                           |                                                 |
| 2013                                            | 2013                                            |                                                 | 4 721                                           |                                                 |
| 2014                                            | 2014                                            |                                                 | 4 840                                           |                                                 |
| 2015                                            | 2015                                            |                                                 | 5 056                                           |                                                 |
| 2016                                            | 2016                                            |                                                 | 5 231                                           |                                                 |
| 2017                                            | 2017                                            |                                                 | 5 529                                           |                                                 |
| 2018                                            | 2018                                            |                                                 | 5 391                                           |                                                 |
| 2019                                            | 2019                                            |                                                 | 5 474                                           |                                                 |
| 2020                                            | 2020                                            |                                                 | 5 782                                           |                                                 |

## Demografi

### Befolkningssammansättning
Statistikområdet Fredriksdal hade 5 782 invånare den 1 januari 2020, vilket utgjorde 5,1 % av befolkningen i hela Helsingborgs tätort (här alla statistikområden i Helsingborgs kommuns innerområde, motsvarande Helsingborgs tätort inklusive vissa närliggande småorter). Medelåldern var vid samma tid 38,0 år, vilket var något mindre än medelåldern för resterande Helsingborg. Ålderfördelningen i stadsdelen var förskjuten åt det yngre hållet jämfört med Helsingborgs som helhet, med en något lägre andel invånare i åldersgrupperna mellan 40 och 79 år och en högre andel invånare i åldersgrupperna från 0 till 39 år. Den största åldersgruppen inom statistikområdet var 0 till 9 år med 15,3 % av befolkningen, vilket gör Fredriksdal till den stadsdel med tredje högst andel av denna åldersgrupp, efter Drottninghög och Gustavslund.
Andelen personer med utländsk bakgrund, alltså personer som antingen är födda utanför Sverige eller har föräldrar som båda är födda utanför Sverige, var inom statistikområdet 51,3 %, vilket var högt över andelen för övriga Helsingborg med 30,3 %. Av de invånare som är födda utanför Sverige hade Fredriksdal en lägre andel personer födda i Norden och en högre andel födda utanför Europa än genomsnittet för staden.
| Åldersfördelning (2020) |        |  |  |  |
| Åldersgrupp             | Andel  |  |  |  |
| 0–9                     | 15,3 % |  |  |  |
| 0–9                     | 11,5 % |  |  |  |
| 10–19                   | 11,4 % |  |  |  |
| 10–19                   | 10,7 % |  |  |  |
| 20–29                   | 15,5 % |  |  |  |
| 20–29                   | 14,7 % |  |  |  |
| 30–39                   | 15,9 % |  |  |  |
| 30–39                   | 14,1 % |  |  |  |
| 40–49                   | 10,3 % |  |  |  |
| 40–49                   | 12,1 % |  |  |  |
| 50–59                   | 9,9 %  |  |  |  |
| 50–59                   | 12,5 % |  |  |  |
| 60–69                   | 7,7 %  |  |  |  |
| 60–69                   | 10,3 % |  |  |  |
| 70–79                   | 8,2 %  |  |  |  |
| 70–79                   | 8,8 %  |  |  |  |
| 80–                     | 5,7 %  |  |  |  |
| 80–                     | 5,1 %  |  |  |  |
|                         |        |  |  |  |
|                         |        |  |  |  |
| Medelålder              | 38,0   |  |  |  |
| Medelålder              | 40,7   |  |  |  |

| Utländsk bakgrund (2020)                |        |  |  |  |
|                                         |        |  |  |  |
| Andel                                   | 51,3 % |  |  |  |
| Andel                                   | 30,3 % |  |  |  |
| Födelseland (för födda utanför Sverige) |        |  |  |  |
| Region                                  | Andel  |  |  |  |
| Övriga Norden                           | 4,0 %  |  |  |  |
| Övriga Norden                           | 7,3 %  |  |  |  |
| Övriga Europa                           | 29,9 % |  |  |  |
| Övriga Europa                           | 37,8 % |  |  |  |
| Övriga Världen                          | 66,1 % |  |  |  |
| Övriga Världen                          | 54,8 % |  |  |  |

### Utbildning och inkomst
Befolkningen på Fredriksdal hade den 31 december 2020 en generellt sett lägre utbildningsnivå än Helsingborg som helhet. Andelen invånare mellan 20 och 64 år med endast förgymnasial utbildning låg över genomsnittet för staden och andelen med eftergymnasial utbildning var lägre än genomsnittet. Störst var andelen med endast förgymnasial utbildning med 21,9 %, vilket gjorde Fredriksdal till den stadsdel med tredje högst andel av befolkningen med denna utbildningsnivå efter Drottninghög och Planteringen. Medelinkomsten för statistikområdet uppgick 2020 till 316 600 kronor jämfört med 402 800 kronor för Helsingborg som helhet. Kvinnornas medelinkomst uppgick till 85,1 % av männens, vilket var en mindre löneskillnad mellan könen än för hela Helsingborgs tätort där andelen uppgick till knappt 80 %.
| Utbildningsnivå (2020) |        |  |  |  |
| Utbildning             | Andel  |  |  |  |
| Förgymnasial           | 21,9 % |  |  |  |
| Förgymnasial           | 13,2 % |  |  |  |
| Gymnasial (≤2 år)      | 19,5 % |  |  |  |
| Gymnasial (≤2 år)      | 16,8 % |  |  |  |
| Gymnasial (3 år)       | 21,4 % |  |  |  |
| Gymnasial (3 år)       | 25,8 % |  |  |  |
| Eftergymn. (<3 år)     | 13,9 % |  |  |  |
| Eftergymn. (<3 år)     | 16,8 % |  |  |  |
| Eftergymn. (≥3 år)     | 18,0 % |  |  |  |
| Eftergymn. (≥3 år)     | 24,4 % |  |  |  |
| Ingen uppgift          | 5,3 %  |  |  |  |
| Ingen uppgift          | 3,0 %  |  |  |  |

| Förvärvsinkomst (2020) |         |  |  |  |
| Kön                    | Inkomst |  |  |  |
| Kvinnor                | 288,8   |  |  |  |
| Kvinnor                | 356,9   |  |  |  |
| Män                    | 339,2   |  |  |  |
| Män                    | 446,6   |  |  |  |
| Samtliga               | 316,6   |  |  |  |
| Samtliga               | 402,8   |  |  |  |

### Sysselsättning och hälsa
Arbetslösheten för personer mellan 20 och 64 år uppgick år 2020 till totalt 18,9 %, vilket är högre än genomsnittet för Helsingborg. Arbetslösheten för kvinnor var högre än den för män och var den tredje högsta i staden efter Drottninghög och Planteringen. Den öppna arbetslösheten uppgick 2020 till 8,9 %. Andelen förvärvsarbetande uppgick 2020 till totalt 60,8 %. Av de med arbete i stadsdelen pendlade 1 624 personer till arbeten utanför stadsdelen år 2020, medan 633 pendlade in från utanför Fredriksdal till arbeten i stadsdelen.
Det genomsnittliga antalet utbetalda dagar med sjukpenning, arbetsskadesjukpenning, rehabiliteringspenning, sjukersättning och aktivitetsersättning från socialförsäkringen för stadsdelen uppgick år 2020 till 27 dagar, vilket var högre än de 23 dagar som gällde för Helsingborg som helhet. Ohälsotalet var större för kvinnorna än för männen.
| Arbetslöshet (2020) |        |  |  |  |
| Kön                 | Andel  |  |  |  |
| Kvinnor             | 20,3 % |  |  |  |
| Kvinnor             | 9,8 %  |  |  |  |
| Män                 | 17,7 % |  |  |  |
| Män                 | 10,2 % |  |  |  |
| Samtliga            | 18,9 % |  |  |  |
| Samtliga            | 11,1 % |  |  |  |

| Ohälsotal (2020) |       |  |  |  |
| Kön              | Dagar |  |  |  |
| Kvinnor          | 32    |  |  |  |
| Kvinnor          | 27    |  |  |  |
| Män              | 22    |  |  |  |
| Män              | 19    |  |  |  |
| Samtliga         | 27    |  |  |  |
| Samtliga         | 23    |  |  |  |